# Старостин, Константин Георгиевич
Константин Георгиевич Старостин (21 мая 1914 — 10 января 1985) — советский актёр театра и кино, второй режиссёр киностудии Мосфильм.

## Биография
Родился 21 мая 1914 года. Учился в техникуме с 1931 года по 1933 год. После чего проработал недолго на автомобильном заводе им. Лихачёва. С 1934 года пошёл учиться в Рабфак, который окончил в 1937 году. После учёбы Старостин был принят на работу в Мосфильм, работая актёром и по совместительству помощником режиссёра до 1964 года.
В 1941 году Старостин по приглашению пошёл в Тбилисскую киностудию, но через год перешёл в Казахфильм в Алма-Ату. В 1944 году покинул их и на следующий год, в 1945-м году был принят на работу в Московский государственный театр киноактёра на более чем шесть лет. Так же с 1966 года Старостин проработал режиссёром на киностудии Узбекфильм. С 1968 года вернулся работать в Мосфильм, где проработал в итоге по 1977 год.
Ушёл из жизни 10 января 1985 года.

### Личная жизнь
В 1972 году женился на актрисе театра и кино Анне Фроловне Павловой.

## Фильмография
- 1940 — Любимая девушка (работник завода)
- 1942 — Актриса
- 1942 — Секретарь райкома (партизан)
- 1944 — Родные поля (призывник)
- 1946 — Адмирал Нахимов (матрос)
- 1947 — Сказание о земле Сибирской (посетитель чайной)
- 1950 — Смелые люди (Старостин, табунщик)
- 1951 — Незабываемый 1919 год (матрос)
- 1953 — Адмирал Ушаков
- 1954 — Герои Шипки (СССР, Болгария) — Фёдор Матвеевич Горталов, майор
- 1955 — Девушка джигит (СССР, Казахстан) — Игнат
- 1955 — Первый эшелон (Челнов, парторг)
- 1956 — Пролог
- 1958 — Над Тиссой (Граб)
- 1958 — Олеко Дундич (СССР, Югославия) — жандарм
- 1959 — Марья-искусница (пират)
- 1959 — Я был спутником Солнца (космонавт)
- 1960 — Операция «Кобра» (Вернер)
- 1964 — Морозко (разбойник)

## Оценочные мнения и критика
Пётр Соболевский в своей книге «Из жизни киноактёра» вспоминал, что на съёмочной площадке режиссёра Пудовкина массовкой заведовали его верные помощники — трюковые артисты Константин Старостин и Глеб Рождественский, которые ставили отдельные сцены эффектных падений, рукопашных сражений, схваток. По воспоминаниям Соболевского, во время съёмок фильма «Минин и Пожарский» Константин Старостин дублировал исполнителя роли князя Пожарского артиста Бориса Ливанова в съёмках верховой езды, и, когда снимали общий план, на полном скаку вылетел из седла, когда белоснежный арабский скакун поскользнулся на бревенчатой «мостовой»; только великолепная тренированность позволила Старостину отделаться при этом лёгким испугом.